# 南竿發電廠
南竿發電廠為一座位在中華民國福建省連江縣南竿鄉的小型火力發電廠，又稱為志清發電廠，該發電廠目前與同島上的協和發電廠珠山分廠一同為南竿島供應全島用電，由台灣電力公司所管轄，全名為臺灣電力股份有限公司南竿發電廠。

## 沿革
連江縣南竿鄉由於是小型海島地形，因此早期此地區的資源與燃料運輸上極為困難，僅有駐守於島上中華民國國軍的小型柴油發電機自行用電外，其餘一般民間僅能夠仰賴煤油燈、柴油燈、蠟燭等物僅在夜間照明，煮食也僅能夠依賴煤炭。直到南方的金門縣完成電力供給擴建後，整體經濟更為繁榮，當地的軍民生活也大為改善。
時任國防部長的蔣經國得知後，深感電力對於島嶼發展的極度重要性，因此在1967年春季前往連江縣視察時，提出了連江縣南竿地區的供電計畫，國防部隨即開始擬定詳細計畫內容，並呈報至行政院。1969年4月，行政院依據台（58）忠5字第04535號令核准南竿地區供電計畫，隨後，國防部、馬祖政務委員會及台電公司等共同組成了馬祖發電廠籌建委員會，其中，發電廠部分由台電負責規劃，總興建費用為新臺幣2,076萬9,000元，工程費中，馬祖戰地政務委員會負擔200萬元、台電公司捐贈830萬元、國防部則捐助1,046萬9,000元。
發電廠內，共裝設3部由台電購買西德MAN公司裝置容量330瓩的柴油發電機於1971年4月台電技術人員完成安裝，並且，由於戰地需要，因此廠防部設計為地下廠房，由台電公司含括監造與設計，其餘設施包括油槽、水槽各1座、辦公室、宿舍、倉庫各1棟及輸配電線路。
1971年6月，發電廠正式完工，並命名為南竿發電廠。同年7月1日開始商轉發電全日供應南竿鄉的軍民用電，發電廠完工後，台電公司將其轉交由馬祖戰地政務委員會來負責督導管理。同年12月，馬祖戰地政務委員會向台電公司申請借調兩名技術人員來到南竿發電廠擔任廠長及副廠長，負責發電廠的營運、運轉與維護工作。1974年，南竿發電廠擴建廠房一棟。
1975年，由於時任總統的蔣中正離世，馬祖戰地政務委員會為紀念，因此將南竿發電廠改名為志清發電廠。同年開始規劃擴建南竿志清發電廠，台電公司派員設計、監造並在1976年6月贈送一部德國曼海姆能源裝置容量500瓩的舊柴油發電機至志清發電廠協助安裝完工發電。1980年3月，台電公司應馬祖戰地政務委員會之要求，新增一部德國MAN裝置容量1,080瓩的發電機組，並且自澎湖發電廠調撥一部裝置容量500瓩的柴油發電機贈送給志清發電廠，並於7月完成安裝。同年志清發電廠再度進行擴建工程，並委託台電公司代購一部裝置容量1,000瓩的柴油發電機，該項工程於1982年5月完工開始發電。
馬祖戰地政務委員會為方便管理東引鄉大我發電廠、北竿鄉軍魂發電廠以及南竿鄉志清發電廠，因此於1975年7月1日，依公司組織章程三廠合併成立「馬祖電力公司」。
原位在志清坑道內的發電廠後移至戶外的新建廠房中繼續發電，坑道部分則改為志清發電廠的倉庫。由於南竿島上發電量日漸無法負擔逐漸增加的用電需求，因此分別在1989年8月以及1993年5月志清發電廠各再增加一部裝置容量1,540瓩的發電機組。
1992年，馬祖電力公司因戰地政務解除，因此解散，志清發電廠於同年7月1日暫時委託台電公司進行管理與營運。1997年7月1日志清發電廠正式併入台電公司營運體系，台電接手後，志清發電廠改名回南竿發電廠，並成立馬祖區營業處負責馬祖地區的供電與發電業務，於1998年6月新增裝置容量2,500瓩的發電機組一部，然而，南竿發電廠的發電量仍無法滿足南竿鄉夏季尖峰負載的用電需求，因此在2000年5月，再度新增裝置容量2,500瓩的發電機組一部。
2003年，由於早期裝設的發電機組因老舊不堪使用，因此擇定兩部德國曼海姆能源裝置容量500瓩的發電機組以及一部德國MAN裝置容量500瓩的發電機組進行汰除，同年9月再新增一部德國MAN公司裝置容量1,500瓩的發電機組。2006年12月，台電公司又自金門發電廠移裝一部裝置容量1,000瓩的發電機組至南竿發電廠運轉發電。自此，南竿發電廠廠內共裝置11部發電機組，總裝置容量達14,150瓩供南竿地區使用。
然而南竿發電廠之發電量仍不足以應付南竿鄉的用電需求以及兩岸小三通開放後的觀光用電需求，加上南竿發電廠廠區內已無多餘腹地來進行擴充發電機組，因此2003年9月開始進行珠山發電廠的興建工程，計畫裝設4部裝置容量3,500瓩的發電機組。2010年，珠山發電廠完工後，主要以南竿機場、福澳港及南竿垃圾焚化廠作為供電區域，並與南竿發電廠一同肩負南竿鄉的供電業務。2024年9月25日，志清發電廠的機電組因為雨水導致油汙測漏到隔壁的勝利水庫，引發後續民眾擔心影響水質，也讓縣議會建議是否搬遷志清電廠的機組到珠山電廠。

## 歷任廠長
| 任別           | 姓名           | 任期           |                |                |                |                |                |                |                |                |                |
| 志清發電廠廠長 | 志清發電廠廠長 | 志清發電廠廠長 | 志清發電廠廠長 | 志清發電廠廠長 | 志清發電廠廠長 | 志清發電廠廠長 | 志清發電廠廠長 | 志清發電廠廠長 | 志清發電廠廠長 | 志清發電廠廠長 | 志清發電廠廠長 |
| -------------- | -------------- | -------------- | -------------- | -------------- | -------------- | -------------- | -------------- | -------------- | -------------- | -------------- | -------------- |
| 1              | 何良殿         |                |                |                |                |                |                |                |                |                |                |
| 2              | 張佐鵬         |                |                |                |                |                |                |                |                |                |                |
| 3              | 張錦泉         |                |                |                |                |                |                |                |                |                |                |
| 4              | 彭克忠         |                |                |                |                |                |                |                |                |                |                |
| 5              | 陳寶利         |                |                |                |                |                |                |                |                |                |                |
| 6              | 陳學武         |                |                |                |                |                |                |                |                |                |                |
| 南竿發電廠廠長 |                |                |                |                |                |                |                |                |                |                |                |
| 7              | 陳學武         |                |                |                |                |                |                |                |                |                |                |
| 8              | 林正雄         |                |                |                |                |                |                |                |                |                |                |
| 9              | 曹祥官         |                |                |                |                |                |                |                |                |                |                |
| 10             | 林正雄         |                |                |                |                |                |                |                |                |                |                |

## 設備

### 發電機組

#### 商轉中
| 名稱     | 柴油機類型                          | 發電機類型       | 機組數量 | 發電燃料 | 裝置容量（MW） | 商轉日期      | 狀態   |
| -------- | ----------------------------------- | ---------------- | -------- | -------- | -------------- | ------------- | ------ |
| 八號機   | 英国Mirrlees Blackstone公司製柴油機 | 交流式同步發電機 | 1        | 柴油     | 1.54MW         | 1989年8月1日  | 商轉中 |
| 九號機   | 英国Mirrlees Blackstone公司製柴油機 | 交流式同步發電機 | 1        | 柴油     | 1.54MW         | 1993年7月1日  | 商轉中 |
| 十號機   | 英国Mirrlees Blackstone公司製柴油機 | 交流式同步發電機 | 1        | 柴油     | 1.5MW          | 1996年11月1日 | 商轉中 |
| 十一號機 | 德国MAN集團製柴油機                 | 交流式同步發電機 | 1        | 柴油     | 2.5MW          | 1998年8月31日 | 商轉中 |
| 十二號機 | 德国MAN集團製柴油機                 | 交流式同步發電機 | 1        | 柴油     | 2.5MW          | 2000年5月1日  | 商轉中 |

#### 已淘汰
| 名稱   | 發電機組類型               | 機組數量 | 發電燃料 | 裝置容量（MW） | 汰除年代 | 狀態   |
| ------ | -------------------------- | -------- | -------- | -------------- | -------- | ------ |
| 一號機 | 德國曼海姆能源製柴油發電機 | 1        | 柴油     | 0.05MW         | 2003年   | 已汰除 |
| 二號機 | 德國曼海姆能源製柴油發電機 | 1        | 柴油     | 0.05MW         | 2003年   | 已汰除 |
| 三號機 | 德國MAN公司製柴油發電機    | 1        | 柴油     | 0.05MW         | 2003年   | 已汰除 |
| 五號機 | 德國MAN公司製柴油發電機    | 1        | 柴油     | 1.08MW         | 2016年   | 已汰除 |

## 資料來源
1. 1 2 3  . 經濟部能源局. 2005-11  [2016-02-16]. （原始内容存档于2017-01-06）.
2. 1 2 3 4 5 6 7 8 9 10  朱瑞墉.  (PDF). 源雜誌. 2009-05  [2016-02-16]. （原始内容存档 (PDF)于2016-01-28）.
3. 1 2 3 4 5 6 7 8 9 10 11 12  . 馬祖資訊網. 2015-04-18  [2016-02-16].[永久]
4. 1 2 3 4  . 臺灣電力公司.   [2016-02-16]. （原始内容存档于2016-03-03）.
5. ↑  . 馬祖資訊網. 2024-11-25  [2024-11-25].